# Psydrax whitei
Psydrax whitei är en måreväxtart som beskrevs av Diane Mary Bridson. Psydrax whitei ingår i släktet Psydrax och familjen måreväxter. Inga underarter finns listade i Catalogue of Life.